# Bueng Simek
Bueng Simek is een bestuurslaag in het regentschap Aceh Besar van de provincie Atjeh, Indonesië. Bueng Simek telt 454 inwoners (volkstelling 2010).